# Diocèse de Chitré
Le diocèse de Chitré (en latin : Dioecesis Citrensis ; en espagnol : Diócesis de Chitré) est un diocèse de  l'Église catholique du Panama, suffragant de l'archidiocèse de Panama.

## Territoire
Il comprend les provinces d'Herrera et de Los Santos avec un territoire d'une superficie de 6 150 km2 divisé en 23 paroisses.  L'évêché est à Chitré où se trouve la cathédrale saint Jean-Baptiste.

## Historique
Le diocèse est érigé le 21 juillet 1962 par la constitution apostolique Danielis prophetia du pape Jean XXIII en prenant sur le territoire de l'archidiocèse de Panama.

## Évêques
- José María Carrizo Villarreal (1963-1994)
- José Luis Lacunza Maestrojuán, O.A.R (1994-1999) nommé évêque de David
- Fernando Torres Durán (1999-2013)
- Rafael Valdivieso Miranda (2013- )